# Liste des évêques et archevêques de Catanzaro
Cette liste recense les évêques qui se sont succédé à la tête du diocèse de Catanzaro. En 1927, Mgr Giovanni Fiorentini, archevêque de Catanzaro, est également nommé évêque de Squillace unissant les deux sièges in persona episcopi. Les deux juridictions sont pleinement unies en 1986 donnant naissance à l'archidiocèse de Catanzaro-Squillace.

## Évêques de Catanzaro
- Norberto (mentionné en 1152)
- Roberto Ier (mentionné en 1167)
- Basuino (1200-1210) nommé évêque d'Aversa
- Roberto II (1217-1222)
- Anonyme (mentionné en 1233, 1241 et 1243)
  - Fortunato, O.F.M (1251-1252) évêque élu
- Giacomo Ier (1252-1266)
  - Siège vacant (vers 1266-1274)
- Gabriele (1274-1280)
- Roberto III (?)
- Giacomo II (1299- ?)
- Venuto da Nicastro, O.F.M (1305-1342)
- Pietro Salamia, O.P (1343-1368)
- Nicola Andrea (1368-1369)
- Alfonso (1369-1398)
- Tommaso (1398-1421)
- Pietro Amuloya (1421-1435)
- Antonio dal Cirò, O.F.M (1435-1439)
- Nicola Palmerio, O.E.S.A (1440-1448)
- Riccardo (1448-1450)
- Palamide, C.R.S.A (1450-1467)
- Giovanni Geraldini d'Amelia (1467-1488)
- Stefano de Gotifredis (1489-1505)
- Evangelista Tornefranza (1509-1523)
- Antonio De Paola (1523-1529)
- Girolamo De Paola (1530-1530)
- Angelo Geraldini (1532-1536)
  - Alessandro Cesarini (1536-1536) administrateur apostolique
- Sforza Geraldini d'Amelia (1536-1550)
- Ascanio Geronimo Geraldini d'Amelia (1550-1569)
- Angelo Oraboni, O.F.M.Obs (1570-1572) nommé archevêque de Trani
- Ottavio Moriconi (1572-1582)
- Nicolò Orazi (1582-1607)
- Giuseppe Piscuglio, O.F.M.Conv (1607-1618)
- Fabrizio Caracciolo Piscizi (1619-1629)
- Luca Castellini, O.P (1629-1631)
  - Siège vacant (1631-1633)
- Consalvo Caputo (1633-1645)
- Fabio Olivadisi (1646-1656)
- Filippo Visconti, O.E.S.A (1657-1664)
- Agazio di Somma (1664-1671)
- Carlo Sgombrino (1672-1686)
- Francesco Gori (1687-1706) nommé évêque de Sessa Aurunca
- Giovanni Matteo Vitelloni (1707-1710)
  - Siège vacant (1710-1714)
- Emanuele Spinelli d'Acquaro, C.R (1714-1727)
- Domenico Rosso, O.S.B.Coel (1727-1735) nommé évêque de Melfi et Rapolla
- Giovanni Romano (1735-1736)
- Ottavio da Pozzo (1736-1751)
- Fabio Troyli (1751-1762)
- Antonio De Cumis (1763-1778)
- Salvatore Spinelli, O.S.B (1779-1792) nommé évêque de Lecce
- Giambattista Marchese (1792-1802)
  - Siège vacant (1802-1805)
- Giovanni Francesco d'Alessandria (1805-1818)
- Michele Basilio Clary, O.S.B.I (1818-1823) nommé archevêque de Bari
- Emanuele Bellorado, O.P (1824-1828) nommé archevêque de Reggio de Calabre
- Matteo Franco (1829-1851)
- Raffaele de Franco (1852-1883)
- Bernardo Antonio De Riso, O.S.B (1883-1900)
- Luigi Finoja (1900-1906)
- Pietro di Maria (1906-1918) nommé archevêque titulaire d'Iconium (de) et délégué apostolique au Canada

## Archevêques de Catanzaro
- Giovanni Fiorentini (1919-1956)
- Armando Fares (1956-1980)
- Antonio Cantisani (1980-1986) nommé archevêque de Catanzaro-Squillace